# Partali Julu
Partali Julu is een bestuurslaag in het regentschap Tapanuli Utara van de provincie Noord-Sumatra, Indonesië. Partali Julu telt 1143 inwoners (volkstelling 2010).